# Theodore Roberts

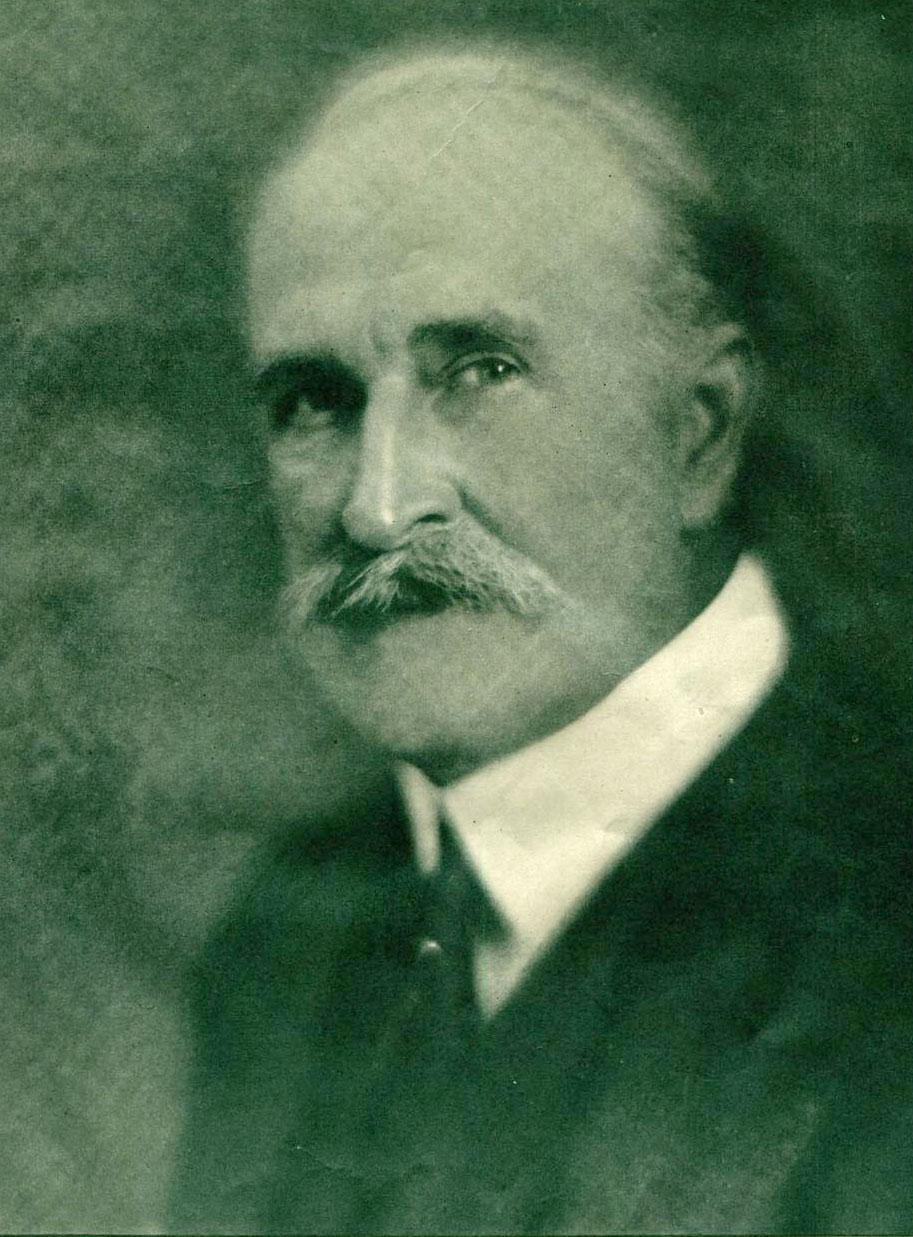
Theodore Roberts

Theodore Roberts född 8 oktober 1861 i San Francisco, Kalifornien,  död 14 december 1928, i Hollywood, Kalifornien, amerikansk skådespelare, var en veteran på teaterscenerna, när han kom till filmen, där han tillhörde Cecil B. DeMilles team, där hans främsta roll blev som Moses i De tio budorden från 1923.

## Filmografi (i urval)
- 1914 – The Call of the North
- 1916 – Anton the Terrible
- 1918 –  Arizona
- 1923 – De tio budorden
- 1923 – Ett hjärta av guld
- 1928 – Syndens masker